# ベローナ級軽巡洋艦
| ベローナ級軽巡洋艦   | ベローナ級軽巡洋艦 |
| -------------------- | --- |
| 竣工当時のベローナ。 | |
| 艦級概観             | |
| 艦種                 | 軽巡洋艦 |
| 艦名                 | アルゴナウタイの英雄、オデュッセイアの怪物、ギリシャ神話の水精などに因む艦がある。                                                                       |
| 前級                 | タウン級軽巡洋艦 |
| 次級                 | クラウン・コロニー級軽巡洋艦 |
| 性能諸元             | |
| 排水量               | 基準：5,950トン 満載：7,600トン |
| 全長                 | 156.1m |
| 水線長               | 147.82m |
| 全幅                 | 15.05m |
| 吃水                 | 4.57m |
| 機関                 | アドミラリティ式重油専焼三胴型水管缶4基 +パーソンズ式ギヤードタービン4基4軸推進                                                                          |
| 最大出力             | 62,000shp |
| 最大速力             | 32.0ノット |
| 航続距離             | 15ノット/5,000海里 |
| 燃料                 | 重油：1,100トン |
| 乗員                 | 530名 |
| 武装                 | アームストロング 13.3cm（50口径）連装高角砲4基 ヴィッカース 4cm（39口径）四連装ポンポン砲3基 エリコン 2cm（76口径）連装機銃6基 53.3cm三連装魚雷発射管2基 |
| 装甲                 | 舷側：76mm（機関区のみ）、25mm（前後隔壁） 甲板：25 - 51mm 砲塔：38mm（最厚部）                                                                          |

ベローナ級軽巡洋艦（ベローナきゅうけいじゅんようかん、Bellona class Light Cruisers）は、イギリス海軍が建造した軽巡洋艦の艦級。ダイドー級軽巡洋艦の改良型で5隻が就役した。

## 概要

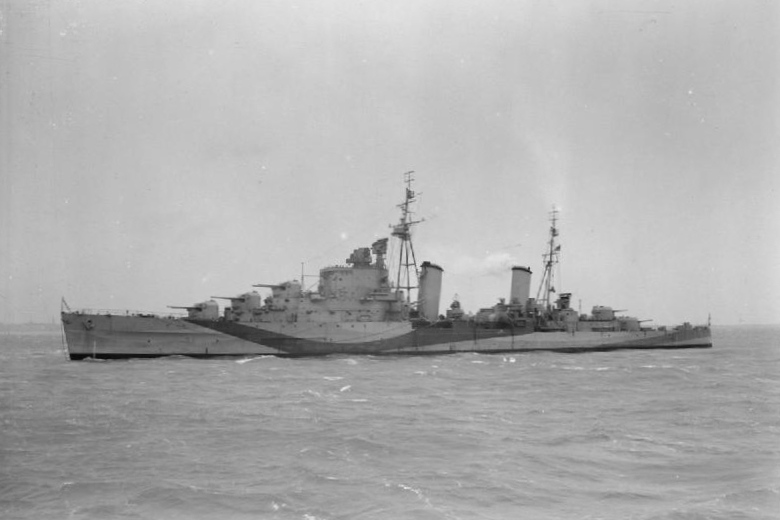
ダイドー級軽巡洋艦シリアス。特徴的な3段背負い式の艦首主砲塔と後方に傾斜した前後マストと2本煙突がよく判る写真。

1930年代から急速に発達した航空機が艦船の脅威となることを予見したイギリス海軍は、旧式のC級軽巡洋艦の主武装を10.2cm高角砲に換装することで防空艦に改装し、各国海軍の興味を引いた。イギリス海軍はこの成功を踏まえて条約型の範囲内で対艦・対空の双方に対応できる強力な高角砲を主兵装とする防空巡洋艦を建造したのがダイドー級軽巡洋艦であった。
ダイドー級は新開発の13.3cm連装高射砲を5基10門搭載して強力な対空火力を持つはずが、対空の主力のはずの13.3cm高角砲の対空能力が砲塔の仰角は70度で急降下爆撃機の射撃に支障があり、実用発射速度が毎分7.5発で平射砲と大差なく旋回も遅鈍であった。さらには船体の建造ペースに主砲塔の生産が間に合わず、実際に設計通りに就役したのは6隻だけという有様であった。止む無く既存の高角砲や機関砲を搭載した方が対空能力が高くなって対空戦闘に有効であるという稀有な戦訓を残したダイドー級の問題点を踏まえて改良型である本級5隻が追加された。
ベローナ級の対空火器はレーダーでコントロールされるように改設計されていた。

## 艦形

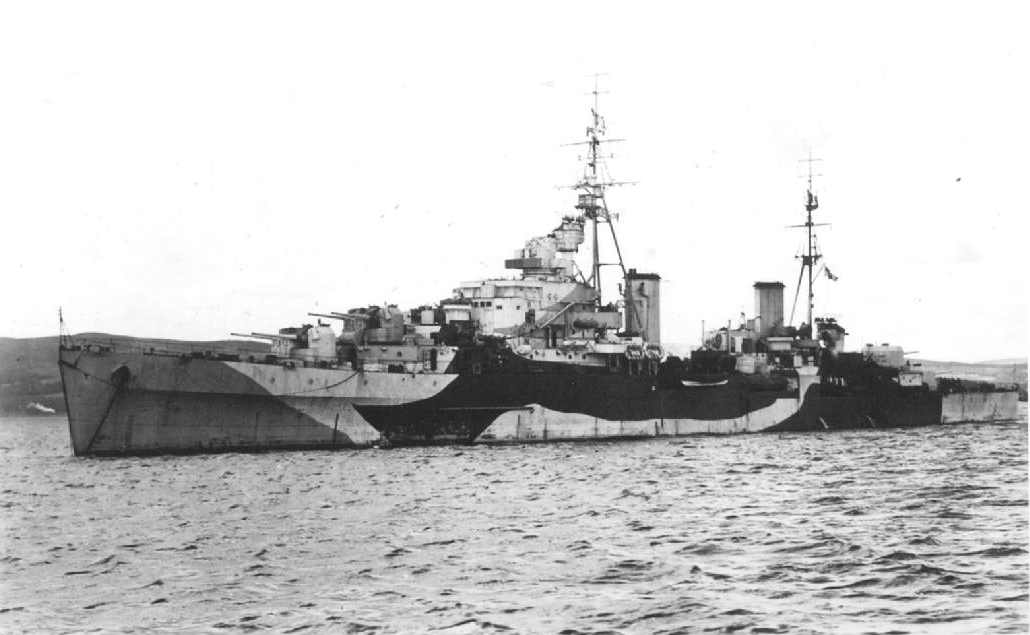
本級のスパルタン。3番主砲の代わりに4cmポンポン砲を搭載していた。

艦首甲板に主砲塔3基を背負い式配置したためにトップヘビーであったため、本級では3番砲塔を廃止して跡地には4cm四連装ポンポン砲1基を配置して13.3cm連装高角砲4基となった。これと共に艦橋を一段、低くして低重心化された。また後方に傾斜していた前後マストと2本煙突は直立して外観のイメージが変わった。
ベローナ級はエディンバラ級軽巡洋艦の流れをくむ長船首楼型船体となっていた。これは凌波性を保ちつつ建造費を安価にすべく鋼材を節約する工夫であった。水線部ではイギリス条約型重巡洋艦の流れを汲む典型的なは船体長を長くとり、船体の幅を抑え水の抵抗を少ない船体形状で少ない機関出力でも高速を出しやすい形状であった。
垂直に切り立った艦首から全くシア（反り返り）の無い艦首甲板上に13.3cm高角砲を収めた連装式の主砲塔が背負い式配置で2基配置され、2番砲塔の基部から上部構造物が始まり、近接火器として4cmポンポン砲を四連装砲架で1基を配置した。測距儀と対空測距儀を載せた塔型艦橋と三脚型の前部マストが立つ。船体中央部には2本煙突が前後に間隔を空けて立てられ、煙突の周囲は艦載艇置き場となっており、2本1組のボート・ダビッドが片舷に1組ずつ計2組により艦載艇は運用された。
舷側甲板上には4cm四連装ポンポン砲が片舷1基ずつ配置され、2番煙突の基部には282型レーダー付き射撃管制装置を載せた対空指揮所が設けられた。舷側ポンポン砲の後方に対艦攻撃用の53.3魚雷発射管が三連装で片舷1基ずつ計2基が舷側甲板上に配置された。後部三脚型マストの後方に3番・4番主砲塔が後向きの背負い式で2基が配置された。

## 兵装

### 主砲

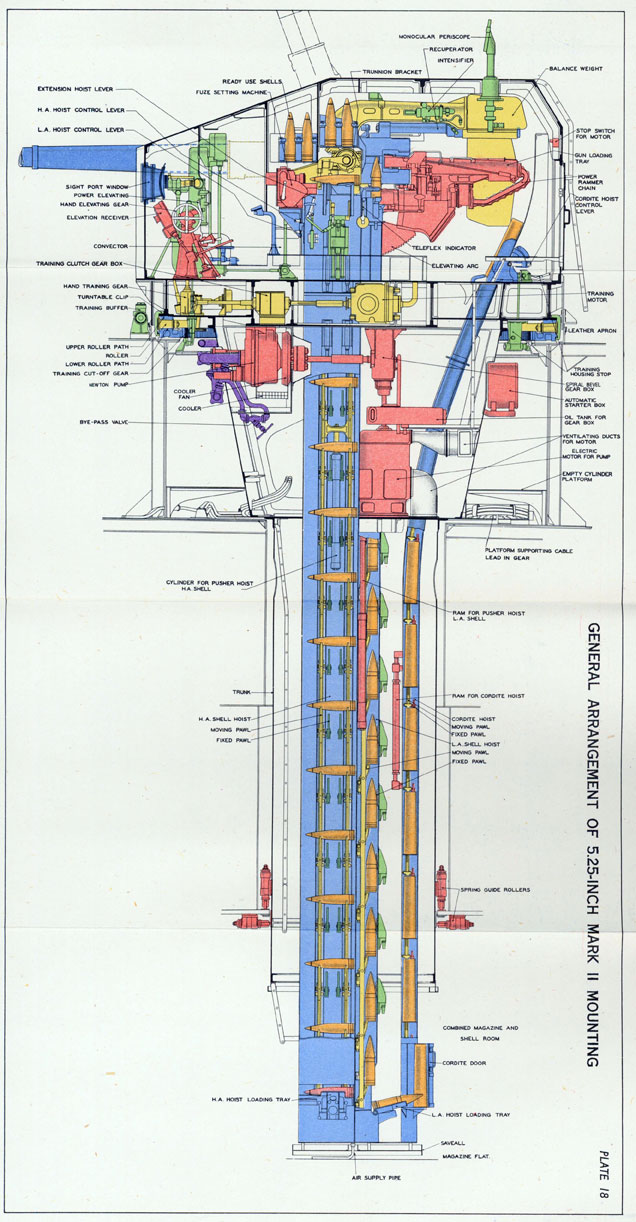
13.3cm（50口径）連装高角砲の断面図。

ベローナ級の主兵装として「Mark I 13.3cm： 5.25インチ（50口径）高角砲」を採用、これはキング・ジョージ5世級戦艦の副砲に採用された砲塔とは砲室内の配置や装填機構に違いがある。この砲は両用砲として、対空戦闘に必要な発射速度を確保しながら、水上戦闘を考慮して可能な限り高い打撃力をもつ砲として構想された。しかし砲塔の旋回速度が低く（毎秒10度）、近距離にはいった航空機を追従するには十分でなかった。また砲弾と薬包の重量の大きさのために砲員の体力的負担が大きく、連続射撃時には設計上の射撃速度である毎分12発から毎分7.5発程度に低下した（ただし、第二次大戦中の対空戦闘における平均的な射撃時間では問題となることはなかったようである）。1944年からはVT信管が利用可能となり、航空機への対処能力が向上した。

### その他備砲および雷装

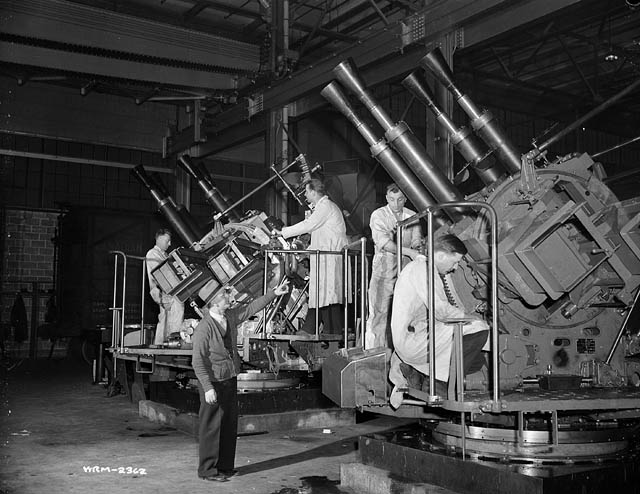
4cmポンポン砲の四連装砲架の写真。

他に近接対空火器としてイギリス軍艦に広く採用されている「1930年型　Mark8 ポンポン砲(pom-pom gun)」を四連装砲架で船体中央部に片舷1基ずつの計2基搭載したが、ベローナ以降は3番主砲があった場所に追加で1基搭載したために3基で異なっていた。他に対艦攻撃用に53.3cm（21インチ）水上魚雷発射管を三連装で船体中央部に片舷1基ずつの計2基装備した。

## 防御
ベローナ級は、当初から防空巡洋艦として設計されたため対水上艦戦を重視していなかった。また、イギリスは海外に多くの植民地を持っていたため、それらと本国イギリスを結ぶ通商路を保護する必要性から軽巡洋艦は小型の艦を多数建造するという方針が重視され、アリシューザ級よりも少し大きい基準排水量5,500トンと言う小型の船体で設計され、長期航海に耐えるように船体の各所に燃料や各種備品を納める倉庫をおいた結果、ベローナ級の防御装甲に割ける重量は減少の一途を辿り、駆逐艦をわずかに上回る程度の防御力となってしまった。
水線部装甲は、わずか76mm装甲を機関区のみ水線部に張っていた。砲塔は前盾のみ38mm、弾火薬庫は25mmから51mmの防御装甲（ボックスシタデル）で囲まれているだけで、船としての性能は良好であっても対水上戦闘艦としては防御装甲は薄弱だった。

## 同型艦
- ベローナ（HMS Bellona）
- スパルタン（HMS Spartan）
- ロイヤリスト（HMS Royalist）
- ブラック・プリンス（HMS Black Prince）
- ダイアデム（HMS Diadem）

## 参考図書
- 「世界の艦船増刊第46集　イギリス巡洋艦史」（海人社)
- 「世界の艦船 2010年1月増刊号 近代巡洋艦史」（海人社）